# Келантан (река)
Келантан (малайск. Sungai Kelantan) — река в Малайзии, протекающая по одноимённому штату.
Длина реки составляет 248 км, на территории её бассейна (11900 км²) проживает 810 тыс. человек (2002).
Келантан образуется слиянием рек Галас и Лебир у Куала-Керай. Исток Галаса лежит в юго-западной части хребта Титивангса, исток Лебира — на хребте Тахан. Река течёт на север, петляя по широкой прибрежной равнине и протекая через города Танах-Мерах, Пасир-Мас и Кота-Бару, а затем впадает в Южно-Китайское море в 12 км к северу от Кота-Бару, образуя дельту. Крупнейшими притоками реки являются Галас (длина — 178 км, площадь бассейна — 7770 км²) и Лебир (длина — 91 км, площадь бассейна — 2430 км²).
Среднегодовая норма осадков в бассейне реки составляет 2505-2700 мм, большая часть осадков выпадает с ноября по декабрь, в сезон дождей. Сухой сезон длится с марта по май. Бассейн реки занимает более 85 % площади штата, в нём проживает около 68,5 % населения Келантана. Плотность населения в низовьях реки составляет более 20 тыс. чел./км².
Основными породами в бассейне реки являются сланец, аргиллит и известняк. 95 % бассейна занимают крутые горные склоны, покрытые джунглями; в долинах расположены рисовые поля и каучуковые плантации. Среднегодовая температура в низовьях — 27,5 °C, средняя влажность — 81 %.
Среднегодовой расход воды (Мост Гиллемарда) составляет 557,5 м³/с, максимальный зарегистрированный — 12900 м³/с (1988 год), минимальный — 153 м³/с.
Во второй половине XX века максимальный расход воды в реке превышал 10000 м³/с в 1972, 1973, 1979, 1983, 1988 и 1993 годах. В декабре 1993 года после сильных ливней уровень воды в Кота-Бару достиг 5,49 метра; 14 человек погибло, 13587 было эвакуировано. Во время наводнения в ноябре 1994 года уровень воды в Куала-Керай превысил 24 метра, в Кота-Бару — 5 метров; 14 человек погибло, 1184 было эвакуировано. В декабре 2014 года в верховьях Лебира за 10 дней выпала половина среднегодовой нормы осадков, что привело к катастрофическому наводнению; уровень воды в Куала-Керай превысил 34 метра. В сухой сезон возникает нехватка воды.
Согласно исследованиям 2009—2011 годов, кислотность воды составила 7,28-7,54; среднее содержание нитрата — 13,3-21,7 мг/л. Рубка лесов в верховьях и добыча речного песка приводят к увеличению мутности воды. Кроме того, добыча песка приводит к разрушению среды обитания и уменьшению биоразнообразия. Морская вода проникает в реку на 8-10 км от устья. Речная вода широко используется для ирригации, для чего из реки забирается вода в объёме 72 м³/с.